# Slip (utskrift)
En slip är en liten utskrift med info som visar att en transaktion har ägt rum. En slip är inte att likställa med ett kvitto .  Tillfällen då en kan få tillgång till en slip är till exempel i samband med bankomatuttag eller bibliotekslån.